# Harald Knutsson
Harald Knutsson (apodado Harald de Oro; nórdico antiguo: Gull-Haraldr) fue un príncipe vikingo de Dinamarca del siglo X, hijo del caudillo Knút Gormsson y nieto del rey Gorm el Viejo. Tras una larga experiencia en expediciones vikingas, acumuló una inmensa fortuna que le hizo autoproclamarse pretendiente a la corona danesa. Intimó con el jarl de Lade Håkon Sigurdsson, un influyente noble de Noruega, quien le recomendó que para legitimar sus pretensiones, las hiciera públicas frente a otros jarls y su tío Harald Blåtand, por aquel entonces heredero de Gorm y rey de Dinamarca.
Harald lo hizo así, y tras solicitar a Harald Gormsson la mitad del reino, el rey se enfureció y le negó cualquier derecho, alegando que ninguno de los anteriores monarcas, Harthacnut, Gorm el Viejo, Sigurd Ragnarsson o el mismo Ragnar Lodbrok dieron pie a tal precedente y él no iba a ser el primero.
En su afán de ser rey a cualquier precio y donde fuera, Harald Knutsson se enfrentó a Harald II de Noruega por su reino lo que provocó la reacción del jarl Håkon Sigurdsson que vio peligrar la soberanía noruega ya que en la sociedad vikinga, lo que se vence en el campo de batalla era un derecho adquirido y el triunfo del pretendiente significaría la coronación de facto y el gobierno de Noruega. Håkon se alió entonces con Harald Gormsson y le ofreció tributo y la unión de la corona de Noruega a Dinamarca a cambio de desembarazarse de Harald Knutsson y convertirse en jarl regente.
Harald Knutsson se enfrentó al rey noruego en Limfjord y le dio muerte en batalla. En consecuencia, Håkon Sigurdsson también presenta batalla a Knutsson, lo captura y lo ejecuta en la horca, una decisión que no agradó a Harald Gormsson pues pese a las diferencias con su sobrino, no dejaba de ser parte de la familia real y su muerte supuso el inicio de ásperas relaciones con el jarl noruego.